# Galeriegrab Ebsdorf
Das Galeriegrab Ebsdorf ist eine mögliche megalithische Grabanlage der Jungsteinzeit bei Ebsdorf, einem Ortsteil von Ebsdorfergrund im Landkreis Marburg-Biedenkopf (Hessen). Otto Uenze erwähnte 1954 in seinem Tagebuch bei Ebsdorf mehrere Findlinge, die in einer Reihe angeordnet waren. Die Steine konnten seitdem aber nicht wieder aufgefunden werden. Der genaue Standort und Erhaltungszustand der Anlage sind unbekannt.